# Ksenija Sankovičová
Ksenija Andrejevna Sankovičová (nepřechýleně Sankovič, bělorusky Ксенія Андрэеўна Санковіч;* 27. února 1990 Minsk, Sovětský svaz) je běloruská moderní gymnastka.
Na letních olympijských hrách 2008 v Pekingu získala Ksenija Sankovičová bronzovou medaili ve skupinové soutěži moderní gymnastiky. Spolu s Marynou Hančarovovou, Anastasjou Ivankovovou, Natalijou Leščykovovou, Aljaksandrou Narkevičovou a Alinou Tumilovičovou si ve stejné disciplíně vybojovala stříbrnou medaili na letních olympijských hrách 2012 v Londýně. Běloruská skupina moderních gymnastek také získala stříbrnou medaili na mistrovství Evropy 2012.